# Moseriana mai
Moseriana mai är en skalbaggsart som beskrevs av Alexis och Delpont 2001. Moseriana mai ingår i släktet Moseriana och familjen Cetoniidae. Inga underarter finns listade i Catalogue of Life.